# 마리나베이역

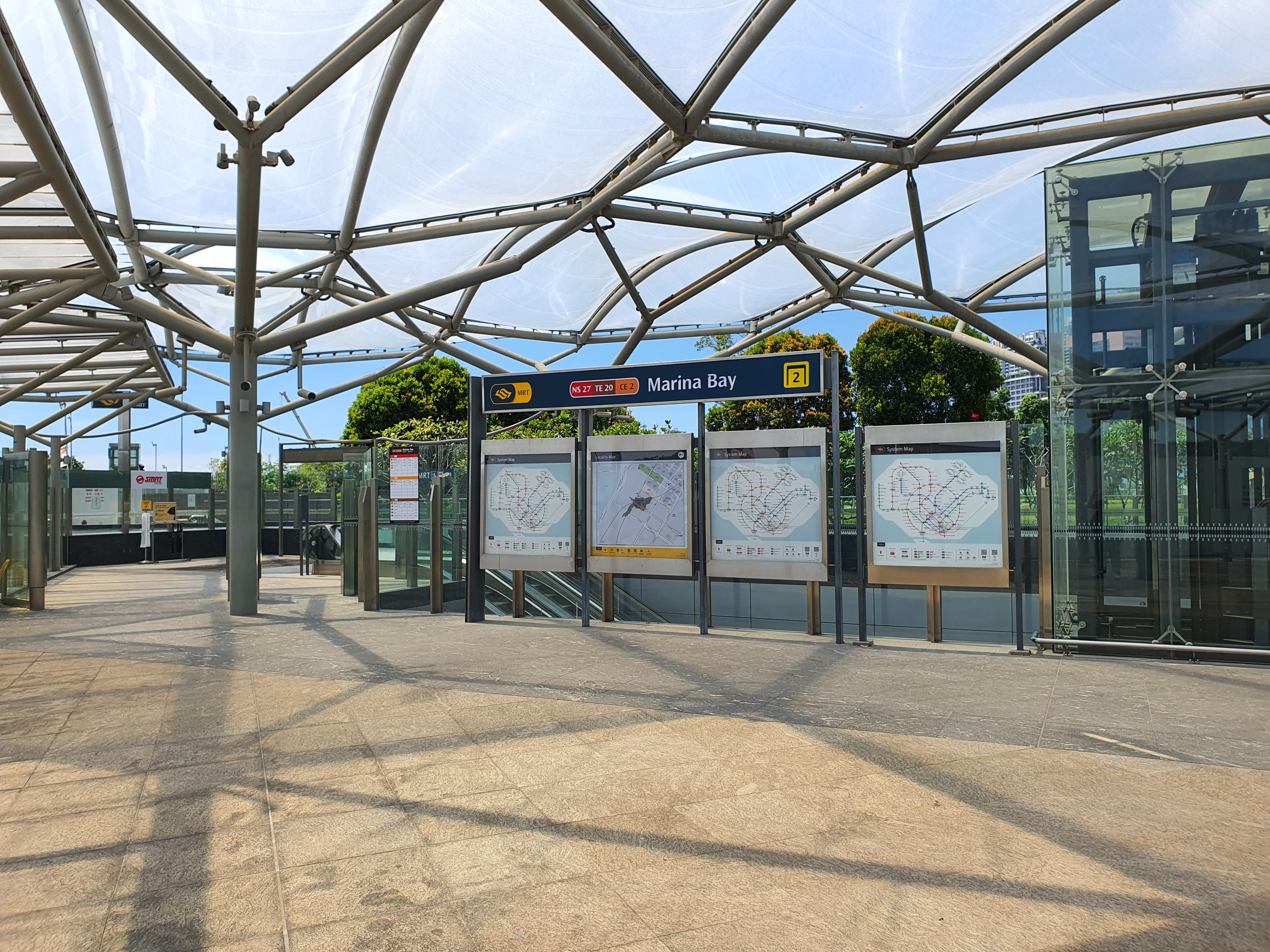

마리나베이역(Marina Bay MRT station)은 싱가포르 노스사우스(NSL), 서클(CCL) 및 톰슨-이스트 코스트(TEL) 노선에 있는 지하철 MRT(Mass Rapid Transit) 환승역이다. 마리나 베이 근처 다운타운 코어 지역에 위치한 이 역은 마리나 원 레지던스, 마리나 베이 스위트, 마리나 베이 금융 센터를 운행한다.
마리나베이역은 1989년 11월 4일 개통된 MRT 네트워크의 초기 단계에서 완공된 마지막 역 중 하나였다. 2014년 마리나 사우스 피어 역까지 노선이 확장될 때까지 NSL의 종착역이었다. 2012년 1월 프롬나드(Promenade) 역에서 2개 역 지점 확장이 완료되면서 CCL과의 환승역이 되었다. TEL 역 플랫폼은 TEL 스테이지 3의 일부로 2022년 11월 완성되어 MRT 네트워크의 3중 노선 환승이 되었다.
이 역에는 MRT 네트워크의 아트 인 트랜싯 프로그램의 일환으로 수많은 예술 작품이 전시되어 있다. 돌출된 꽃 조각인 Flowers in Blossom II가 CCL 중이층(mezzanine) 위에 전시되어 있다. CCL 플랫폼에는 나용은(Nah Yong En)의 비오는 날 기차 타기(Train Rides on Rainy Days) 사진 시리즈가 전시되어 있으며, TEL 역에는 탕링나(Tang Ling Nah)의 "Walking into The Interstitial" 벽화 시리즈가 전시되어 있다.